# جرمی آیمز
جرمی آیمز (انگلیسی: Jérémy Aymes؛ زادهٔ ۱۲ ژوئیهٔ ۱۹۸۸) بازیکن فوتبال است.
از باشگاه‌هایی که در آن بازی کرده‌است می‌توان به باشگاه فوتبال لو مان اشاره کرد.